# CSS Chicora
El CSS Chicora fue un buque blindado confederado que luchó en la Guerra Civil estadounidense. Fue construido bajo contrato en Charleston, Carolina del Sur en 1862. 
James M. Eason lo construyó según los planes de John L. Porter, utilizando la mayor parte de una asignación estatal de $ 300,000 para la construcción de baterías marinas; Eason recibió una bonificación por "habilidad y prontitud". Su escudo de hierro tenía 4 pulgadas (102 mm) de espesor, respaldado por 22 pulgadas (559 mm) de roble y pino, con una armadura de 2 pulgadas (51 mm) en sus extremos. Inaugurada en marzo, se encargó en noviembre, asumiendo el mando el comandante John Randolph Tucker, CSN.

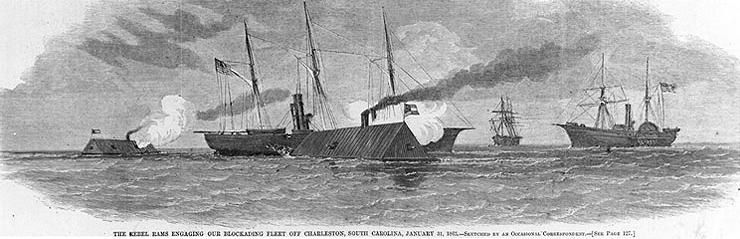
Los gemelos Palmetto State y el Chicora atacan a los buques unionistas.

## Historia

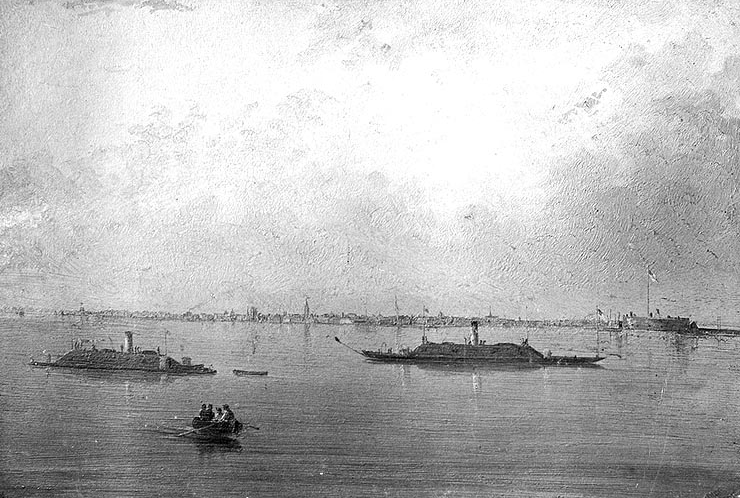
El CSS Chicora y el CSS Palmetto State anclados en el Puerto de Charleston.

En una espesa neblina antes del amanecer del 31 de enero de 1863, el Chicora y CSS Palmetto State asaltaron la fuerza de bloqueo federal de barcos no blindados que se encontraban justo afuera de la entrada al puerto de Charleston. Con un ariete y una pistola, el Palmetto State obligó al USS Mercedita a rendirse, luego inhabilitó al USS Keystone State, que tuvo que ser remolcado a un lugar seguro. Mientras tanto, el Chicora se enfrentó a otros barcos de la Unión en un duelo de armas de largo alcance, del cual salió ileso para retirarse victorioso para refugiarse dentro del puerto.
Participó en la defensa de los fuertes de Charleston el 7 de abril cuando fueron atacados por un escuadrón de monitores acorazados al mando del contralmirante Samuel Francis du Pont, USN. Los barcos federales se vieron obligados a retirarse para reparaciones y no reanudaron la acción.

El Chicora se empleó activamente en los combates alrededor de Charleston durante 1863 y 1864. Sus valiosos servicios incluyeron el transporte de tropas durante la evacuación de Morris Island y el bombardeo de los fuertes Sumter, Gregg y Wagner. En agosto de 1863, tuvo la distinción de proporcionar el primer oficial voluntario y la tripulación del buque torpedero submarino confederado H. L. Hunley.
"Se me confirió una comisión de teniente en la Armada de los Estados Confederados, con órdenes de presentarme para el servicio en el acorazado Chicora en Charleston. Mis funciones eran las de un oficial de cubierta, y estaba a cargo de la primera división. Con motivo de la ataque contra el escuadrón de bloqueo ... Fue mi parte, en la memorable mañana, apuntar y disparar un proyectil efectivo en el estado de Keystone mientras corría para atacarnos, lo que (según el informe del capitán LeRoy), mató a veintiún hombres e hiriendo gravemente a quince, lo obligó a izar su bandera en señal de rendición. El enemigo ahora se mantuvo a una distancia respetuosa mientras preparaba sus barcos acorazados para navegar más cerca. Nuestro Departamento de Marina continuó construyendo lentamente más de estos arietes, todos en el mismo plan general, apto para poco más que la defensa del puerto ". - William T. Glassell, teniente CSN
Fue destruido por los confederados en Charleston y fue evacuado el 18 de febrero de 1865.